# Euro Ice Hockey Challenge
L'Euro Ice Hockey Challenge è un torneo di hockey su ghiaccio per squadre nazionali che viene giocato annualmente dal 2002. Sono coinvolte le squadre europee nazionali di seconda fascia, mentre quelle di prima fascia disputano l'Euro Hockey Tour. La disputa del torneo si è fermata nel 2012 anche se formalmente la competizione non ha cessato di esistere.
Più precisamente, si tratta di una serie di tornei disputati in diverse sessioni annuali (normalmente a settembre, novembre, dicembre o febbraio) e che vedono affrontarsi, di norma, 4 delle nazionali coinvolte per volta.
La disputa del torneo fu decisa nel 2001 dalla federazione internazionale, a partire dalla stagione successiva. Era inteso come un torneo di preparazione per i mondiali. Furono anche fissate le squadre partecipanti per le prime tre stagioni (si trattava delle squadre europee partecipanti al mondiale di I divisione): Ucraina, Italia, Lettonia, Slovenia, Polonia, Bielorussia, Norvegia, Gran Bretagna, Francia, Danimarca e Ungheria avevano un posto fisso, mentre il dodicesimo posto sarebbe andato alternativamente ad Austria e Paesi Bassi.
Già dalla seconda stagione però ci furono dei cambiamenti: Austria, Ucraina e Gran Bretagna rinunciarono alla prima sessione. Al loro posto, i Paesi Bassi conquistarono un posto fisso, mentre subentrarono Croazia e Kazakistan. Nelle sessioni successive tornarono Ucraina ed Austria.
Anche negli anni successivi la periodicità e il numero delle squadre partecipanti non sempre fu rispettato. Negli anni in cui si sono tenute le qualificazioni olimpiche, ad esempio, il numero dei tornei fu sempre ridotto (nel 2008-2009 si tenne ad esempio un solo torneo).
A partire dal 2007-2008 è stata abolita la sessione di settembre, dal 2008-2009 anche quella di dicembre, ripristinata poi nel 2010-2011.

## Stagioni

### 2002-03
La Bielorussia si aggiudicò tre tornei (su quattro partecipazioni). Due ciascuno se ne assicurarono Danimarca, Lettonia e Austria (quest'ultima su due partecipazioni), mentre uno ciascuno fu vinto da Ucraina, Norvegia e Francia.
Fu l'unica edizione in cui venne stilata una classifica generale dell'intero torneo, guidata dalla Bielorussia davanti a Lettonia e Danimarca.

### 2004-05
Nel 2004-05 le sessioni furono solo 2 a causa dei tornei di qualificazione olimpica per Torino 2006. Non vi prese parte l'Austria, Kazakhistan ed Ungheria parteciparono ad una sola sessione. Per la prima volta partecipò la Romania.

### 2005-06
Nel 2005-06, la sessione di settembre vede due soli tornei (7 squadre in totale), da novembre si torna ai tre. Per supplire alle defezioni di diverse nazionali, nel corso dei mesi vengono invitate a partecipare una volta ciascuna il Team Canada e l'HC Lada Togliatti. Per la prima volta partecipò l'Estonia.

### 2006-07
Nel 2006-07 un solo torneo a settembre, due a novembre. Uno dei tornei di dicembre viene giocato, per la prima volta, al di fuori dei confini europei: in Giappone in un torneo che vide la partecipazione anche dei padroni di casa.

### 2007-08
A partire dal 2007-08 venne abolita la sessione di settembre. In quella stessa stagione le sessioni di novembre e dicembre videro solo due tornei..

### 2008-09
Nel 2008-09, a causa delle qualificazioni olimpiche, si disputò un solo torneo, a novembre.

### 2009-10
Nella successiva stagione 2009-2010 furono disputati un torneo per la sessione di novembre e due per quella di febbraio. Uno dei tornei di febbraio fu poi cancellato per mancanza di sponsor a pochi giorni dall'inizio.
I tornei sono stati vinti da Slovenia e Italia.

### 2010-11
Sono otto i tornei previsti: tre a novembre, due a dicembre e tre a febbraio.

### 2011-12
I tornei disputati furono sei, due per ciascuna sessione.

## Riepilogo vincitori
Le squadre ad essersi aggiudicate il maggior numero di trofei sono, Bielorussia, Ucraina e Norvegia. Il Giappone è l'unica nazione non europea ad essersi aggiudicata il torneo (se si considera il Kazakistan come paese transcontinentale).
| Squadra     | Tot. | 2002-03 | 2003-04 | 2004-05 | 2005-06 | 2006-07 | 2007-08 | 2008-09 | 2009-10 | 2010-11 | 2011-12 |
| ----------- | ---- | ------- | ------- | ------- | ------- | ------- | ------- | ------- | ------- | ------- | ------- |
| Bielorussia | 9    | 3       | 3       | -       | 2       | -       | 1       | -       | -       | -       | -       |
| Ucraina     | 9    | 1       | 1       | 1       | 2       | 1       | 2       | -       | -       | -       | 1       |
| Norvegia    | 9    | 1       | 2       | -       | 3       | 1       | 1       | -       | -       | -       | 1       |
| Slovenia    | 8    | -       | 2       | 1       | 1       | 1       | -       | -       | 1       | 1       | 1       |
| Italia      | 7    | -       | 1       | -       | 1       | 1       | -       | -       | 1       | 1       | 2       |
| Danimarca   | 7    | 2       | 1       | 1       | -       | 2       | -       | -       | -       | 1       | -       |
| Francia     | 6    | 1       | 1       | -       | 1       | 1       | 2       | -       | -       | -       | -       |
| Lettonia    | 6    | 2       | -       | 1       | 1       | -       | 1       | -       | -       | 1       | -       |
| Austria     | 5    | 2       | -       | -       | 1       | -       | -       | 1       | -       | 1       | -       |
| Polonia     | 5    | -       | 1       | 2       | -       | -       | -       | -       | -       | 1       | 1       |
| Kazakistan  | 2    | -       | 1       | -       | -       | -       | -       | -       | -       | 1       | -       |
| Romania     | 2    | -       | -       | -       | -       | -       | -       | -       | -       | 2       | -       |
| Giappone    | 1    | -       | -       | -       | -       | 1       | -       | -       | -       | -       | -       |
| Russia B    | 1    | -       | -       | -       | -       | -       | -       | -       | -       | 1       | -       |
| Ungheria    | 1    | -       | -       | -       | -       | 1       | -       | -       | -       | -       | -       |